# Józef Oksiutycz
Józef Oksiutycz (ur. 19 lutego 1904 w Warszawie, zm. 15 lipca 1965 tamże) – kolarz, olimpijczyk z Amsterdamu 1928.

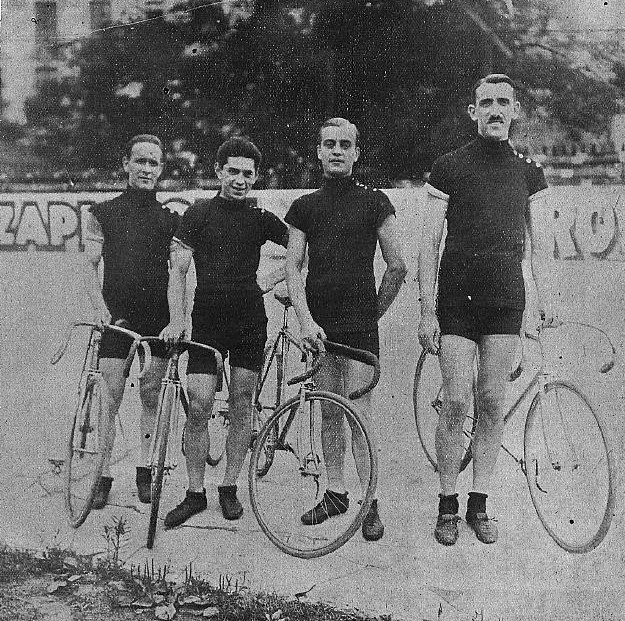
Od lewej Stanisław Podgórski, Józef Oksiutycz, Józef Lange, Franciszek Szymczyk (4 lipca 1925)

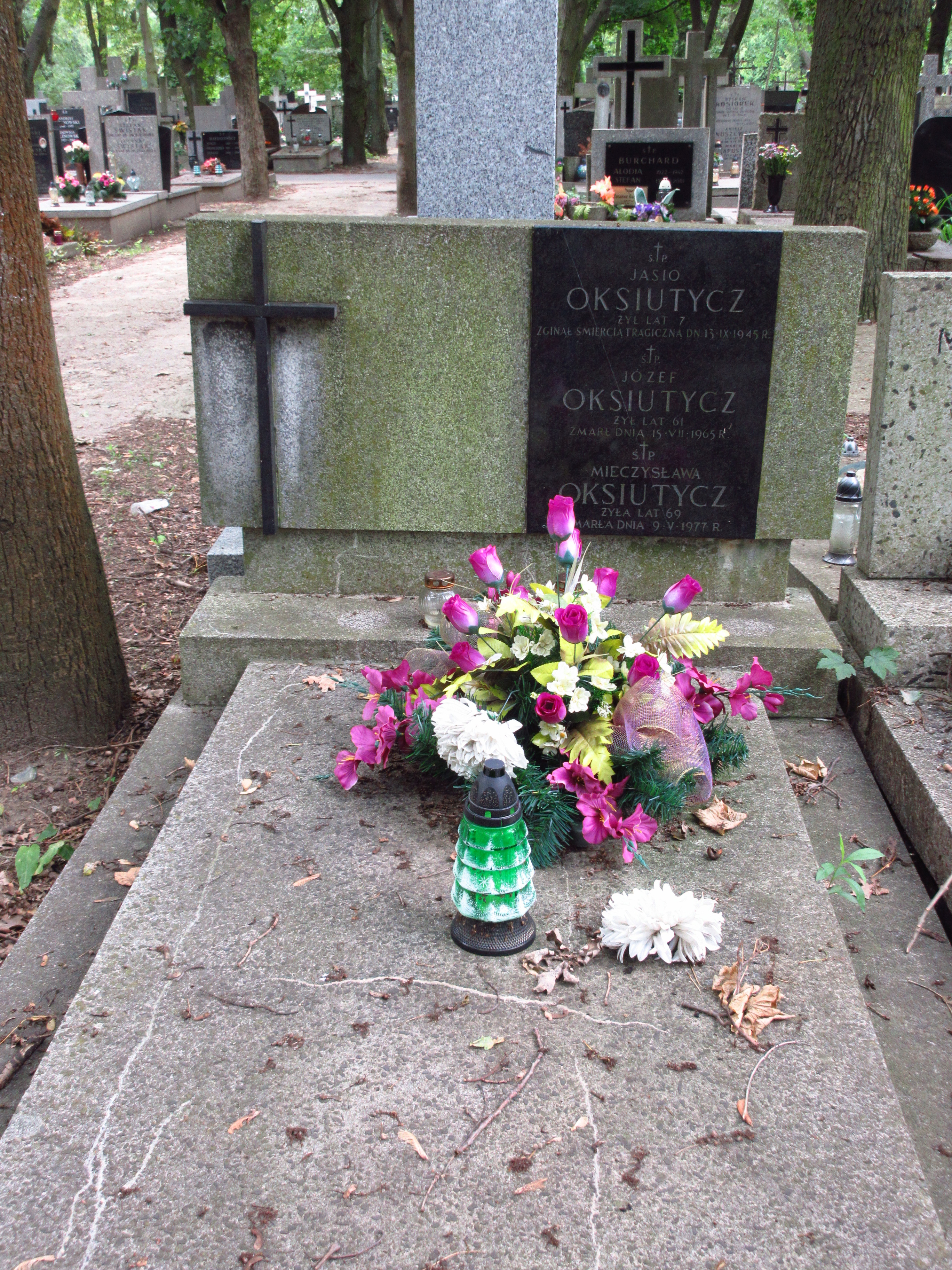
Nagrobek Józefa Oksiutycza

## Kariera
Jeden z czołowych kolarzy torowych w okresie międzywojennym. Był rekordzistą świata w wyścigu drużynowym na 4000 m (5.04.00 - wynik uzyskany 16 lipca 1928). Na igrzyskach olimpijskich 1928 r. zajął 5. miejsce w wyścigu drużynowym na 4000 m.
4 lipca 1925 na torze w Dynasach drużyna w składzie Franciszek Szymczyk, Józef Lange, Stanisław Podgórski, Józef Oksiutycz ustanowiła rekord świata w biegu drużynowym na 4000 m czasem 5 minut 9 sekund.
Pochowany na cmentarzu Bródnowskim (kwatera 110I-5-1).